# کالب اوکولی
کالب اوکولی (انگلیسی: Caleb Okoli؛ زادهٔ ۱۳ ژوئیهٔ ۲۰۰۱) بازیکن فوتبال است.
وی همچنین در تیم‌های ملی فوتبال زیر ۱۹ سال ایتالیا، زیر ۲۰ سال ایتالیا، و زیر ۲۱ سال ایتالیا بازی کرده‌است.